# Chester (Nebraska)
Chester és una població dels Estats Units a l'estat de Nebraska. Segons el cens del 2000 tenia 294 habitants.

## Demografia
Segons el cens del 2000, Chester tenia 294 habitants, 140 habitatges, i 83 famílies. La densitat de població era de 206,4 habitants per km².
Dels 140 habitatges en un 20,7% hi vivien nens de menys de 18 anys, en un 52,1% hi vivien parelles casades, en un 2,1% dones solteres, i en un 40,7% no eren unitats familiars. En el 37,9% dels habitatges hi vivien persones soles el 22,1% de les quals corresponia a persones de 65 anys o més que vivien soles. El nombre mitjà de persones vivint en cada habitatge era de 2,1 i el nombre mitjà de persones que vivien en cada família era de 2,73.
Per edats la població es repartia de la següent manera: un 19,7% tenia menys de 18 anys, un 4,4% entre 18 i 24, un 21,8% entre 25 i 44, un 26,5% de 45 a 60 i un 27,6% 65 anys o més.
L'edat mediana era de 48 anys. Per cada 100 dones de 18 o més anys hi havia 96,7 homes.
La renda mediana per habitatge era de 21.389 $ i la renda mediana per família de 30.000 $. Els homes tenien una renda mediana de 22.750 $ mentre que les dones 17.000 $. La renda per capita de la població era de 14.150 $. Aproximadament el 5,3% de les famílies i el 7,6% de la població estaven per davall del llindar de pobresa.

## Poblacions més properes
El següent diagrama mostra les poblacions més properes.